# تی‌ان‌تی اکسپرس

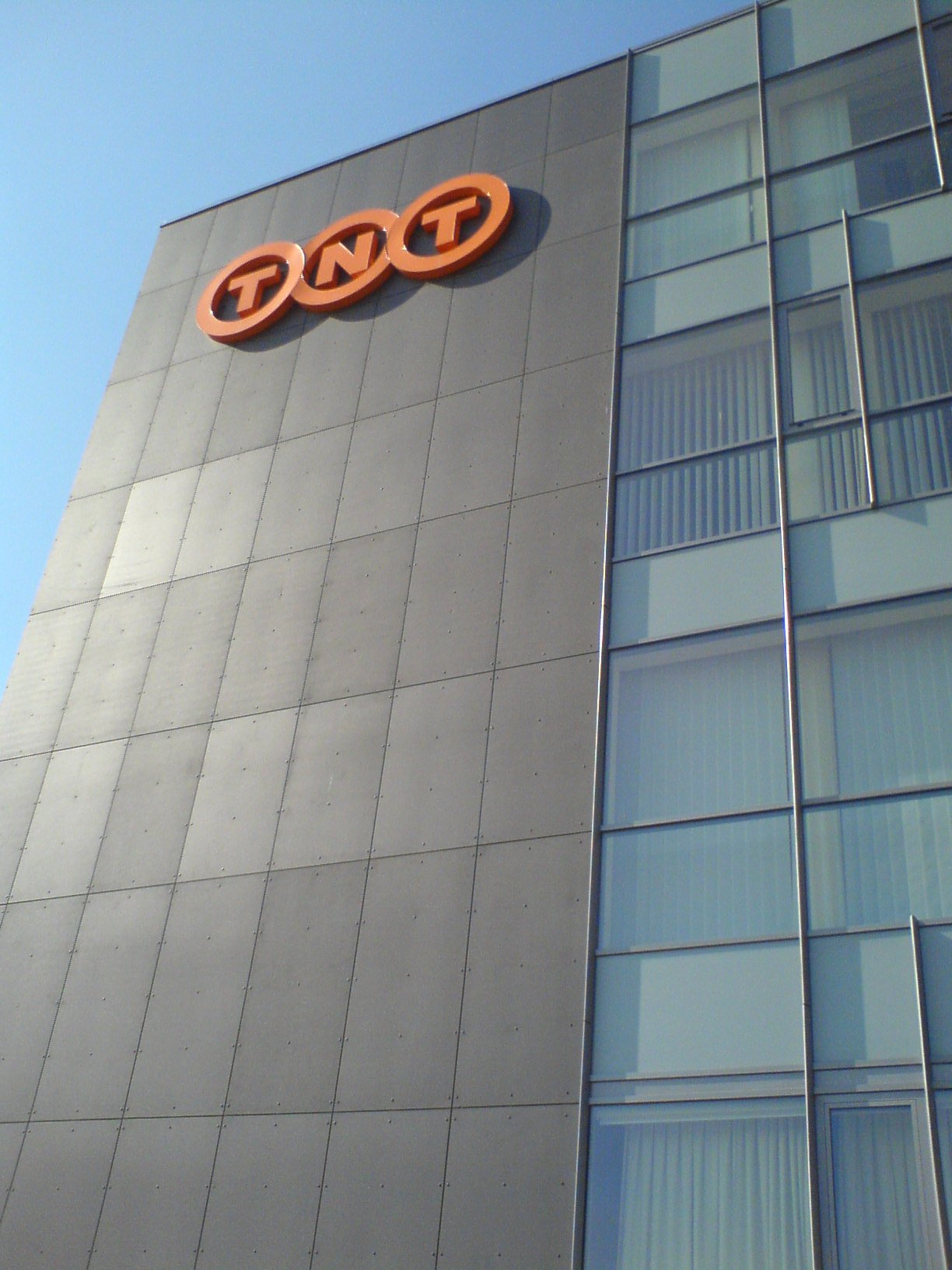
ساختمان اداری شرکت تی‌ان‌تی اکسپرس در شهر ورشو

تی‌ان‌تی اکسپرس (به هلندی: TNT Express) شرکت خدمات پستی هلندی و چندملیتی است، تحت مالکیت شرکت فدکس فعالیت می‌کند و دفتر مرکزی آن در شهر هوفدورپ، هلند قرار دارد. این شرکت در ۶۳ کشور جهان دارای شعبه است و به ارائه خدمات جابجایی اسناد و مدارک و حمل‌ونقل قطعات به بیش از ۲۰۰ کشور جهان اشتغال دارد. شرکت تی‌ان‌تی اکسپرس در سال ۲۰۱۲ فروشی معادل ۷٫۱ میلیارد یورو داشته است.
نام این شرکت به اختصار تی‌ان‌تی خوانده می‌شود و این نام از توماس نشنال‌واید ترانسپورت گرفته شده است. مؤسس این شرکت کن توماس است. توماس یک تاجر استرالیایی بود که در سال ۱۹۴۶ کسب‌وکار حمل‌ونقل خود را تنها با یک کامیون آغاز کرد. در سال ۲۰۱۵ شرکت فدکس با خرید سهام شرکت تی‌ان‌تی، رقیب پیشین خود، مالکیت آن را بدست آورد و آن را به یکی از شرکت‌های زیرمجموعه خود تبدیل نمود. رقبای پیشین شرکت تی‌ان‌تی عبارت بودند از: یونایتد پارسل سرویس، دی‌اچ‌ال و فدکس.